# Rutland Boughton
Pour les articles homonymes, voir Boughton.
Répertoire
The Immortal Hour
Rutland Boughton, né le 23 janvier 1878 à Aylesbury, Buckinghamshire et mort le 25 janvier 1960 à Barnes, Londres, est un compositeur britannique.

## Biographie
Élève du compositeur irlandais Charles Villiers Stanford au Royal College of Music de Londres, Boughton fut révélé au début du XXe siècle comme compositeur de musique orchestrale et chorale. Sa production comprend trois symphonies, plusieurs concertos ainsi que de la musique de chambre.
Son œuvre la plus connue est l'opéra The Immortal Hour. Son opéra de chambre, Bethlehem, remarquable pour les arrangements choraux des hymnes traditionnels de Noël, a été exécuté pour la première fois durant le festival de Noël de Glastonbury en 1915.
Parmi ses autres opéras, citons The Round table (1916), The Maiden Moon (1919),  Alkestis (1922), The Queen of Cornwall (1924) et The Lily Maid (1934). 
En dehors de ses compositions, Boughton est connu pour avoir organisé le premier festival de Glastonbury,  tentant ainsi d'y créer une sorte de « Bayreuth anglais ».

## Discographie
- The Immortal Hour - English Chamber Orchestra, dir. Allan G Melville (11/13-14 juin 1983, 2CD Hyperion CDA66101 / CDD 22040) (OCLC 42832778) ;
- Symphonies nos 2 « Dierdre » et 3 - Orchestre philharmonique de la BBC, dir. Edward Downes (1983 et 1985, Carlton Classics/BBC Radio Classics) (OCLC 1058027700) ;
- Symphonie nº 3, Concerto pour hautbois - Sarah Francis, hautbois, Royal Philharmonic Orchestra, dir. Vernon Handley (21-22 décembre 1988, Hyperion CDA66343 / CDH 55019) (OCLC 22245716 et 223639017) ;
- Bethlehem -  The City of London Sinfonia, dir. Alan G. Melville (1993, Hyperion CDA 66690) (OCLC 874926338) ;
- Quatuor pour hautbois, deux Quatuors à cordes, trois chansons pour quatuor de hautbois - Sarah Francis, Quatuor Rasumovsky (29-31 octobre 1996, Hyperion CDA66936) (OCLC 56628127) ;
- Musique pour hautbois de Boughton (Somerset pastoral), Harty, Howells, Rubbra - Sarah Francis, hautbois (31 octobre 1996, Hyperion) (OCLC 42859854) ;
- Aylesbury Games, Concerto pour flûte, Concerto pour orchestre à cordes - Emily Beynon, flûte ; New London Orchestra, dir. Rondal Corp (22-23 mars 2000, Hyperion) (OCLC 45854752) ;
- Symphonie nº 1 « Oliver Cromwell » - Roderick WIlliams, baryton ; Orchestre philharmonique de la BBC, dir. Vernon Handley (12-13 juillet 2006, Dutton) (OCLC 156854764) — avec la symphonie nº 1 d'Edgar Leslie Bainton ;
- The Queen of Cornwall - dir. Ronald Corp (2010, 2CD Dutton) (OCLC 773824211).